# خدمات میزبانی اینترنتی
سرویس میزبانی اینترنت سرویسی می باشد که سرورهای متصل به اینترنت را اجرا می کند و به افراد و سازمانها  امکان می دهد محتوا یا خدمات میزبان متصل به اینترنت را ارائه بدهند.
نوع رایج میزبانی ، میزبانی وب است. بیشتر ارائه دهندگان هاستینگ ترکیبی از خدمات را ارائه می دهند - به عنوان مثال میزبانی ایمیل ، میزبانی وب و میزبانی پایگاه داده. سرویس میزبانی DNS ، نوع دیگری از خدمات که معمولاً توسط ارائه دهندگان میزبانی ارائه می شود ، اغلب با ثبت نام دامنه همراه است.
میزبانهای اختصاصی سرور ، یک سرور را ارائه می دهند که معمولاً در یک مرکز داده قرار دارد و به اینترنت متصل است که در آن مشتری ها می توانند هر چیزی را که می خواهند (از جمله وب سرورها و سایر سرورها) اجرا کند. ارائه دهنده میزبانی خدمات اینترنتی را با پهنای باند بالادست خوب و منابع تغذیه قابل اطمینان تضمین می کند.
نوع محبوب دیگر خدمات میزبانی، میزبانی مشترک است. این نوعی از خدمات میزبانی وب می باشد ، جایی که ارائه دهنده میزبانی خدمات میزبانی چندین مشتری را در یک سرور فیزیکی فراهم می کند و منابع را بین مشتری ها به اشتراک می گذارد. می توان گفت مجازی سازی کلید ساختن این اثر به طور موثر است.

## انواع خدمات میزبانی

### خدمات میزبانی کامل
- میزبانی مجتمع مدیریت شده ، هم به سرورهای اختصاصی فیزیکی و هم به سرورهای مجازی گفته می شود و بسیاری از شرکت ها راه حل میزبان ترکیبی (ترکیبی از فیزیکی و مجازی) را انتخاب می کنند. شباهت های زیادی بین میزبانی استاندارد و پیچیده مدیریت شده وجود دارد اما تفاوت اصلی در سطح پشتیبانی اداری و مهندسی است که مشتری برای آن می پردازد  به دلیل افزایش اندازه و پیچیدگی استقرار زیرساخت ها. ارائه دهنده برای در اختیار گرفتن بیشتر مدیریت ، از جمله امنیت ، حافظه ، ذخیره سازی و پشتیبانی فناوری اطلاعات ، وارد عمل می شود. این سرویس اساساً ماهیتی فعالانه دارد.[۱]
- سرویس میزبانی اختصاصی ، همچنین تحت عنوان سرویس میزبانی مدیریت شده فراخوانی می شود ، جایی که ارائه دهنده خدمات میزبانی دستگاه را در اختیار دارد و آن را مدیریت می کند و کنترل کامل را به مشتری می دهد. مدیریت سرور می تواند شامل نظارت برای اطمینان از ادامه کار موثر سرور ، پشتیبان گیری از خدمات ، نصب وصله های امنیتی و سطوح مختلف پشتیبانی فنی باشد.
- سرور خصوصی مجازی ، که در آن از فناوری مجازی سازی استفاده شده است تا به چندین سرور منطقی اجازه دهد بر روی یک سرور فیزیکی اجرا شوند.
- امکانات مکان یابی فقط اتصال به اینترنت ، برق اضطراری و کنترل آب و هوا را فراهم می کند ، اما به مشتری اجازه می دهد مدیریت سیستم خود را انجام دهد. گران ترین! میزبانی محل سکونت ممکن است برای اکثر شرکت های کوچک فقط برای یک سرور انتخاب مناسبی نباشد. با این حال ، این یک گزینه صرفه جویی در هزینه برای کارهای بزرگتر است که برای امنیت و همچنین دلایل اداری نیاز به میزبانی و اجرای برخی از برنامه های وب در تجهیزات متعلق به خود دارند.[۲]
- میزبانی ابری ، که می تواند به نام میزبانی در زمان تقسیم یا درخواستی نیز نامیده شود ، در این کاربر کاربر فقط هزینه سیستم و زمان مورد استفاده را پرداخت می کند و با تغییر الزامات محاسبات ، ظرفیت می تواند به سرعت کوچک یا بالا برود. ارائه دهنده میزبانی معمولاً هزینه برق و همچنین فضای مورد استفاده در مرکز داده را می گیرد.

### دیگر
خدمات میزبانی محدود یا مختص برنامه شامل :
- سرویس میزبانی پرونده
- سرویس میزبانی وب
- سرویس میزبانی ایمیل
- سرویس میزبانی DNS
- سرورهای بازی
- مزارع ویکی

## هزینه پهنای باند
خدمات میزبانی اینترنت شامل این می شود  که اینترنت هم متصل باشد. آنها ممکن است در هر حدود یک ماه یک نرخ ثابت یا هر پهنای باند استفاده شده را شارژ کنند. یک برنامه پرداخت مشترک فروش معمولی اندازه پهنای باند از پیش تعیین شده و هزینه برای هرگونه "اضافه کار" (استفاده بالاتر از حد از پیش تعیین شده) است که مشتری ممکن است به ازای هر گیگابایت متحمل شود.میانگین هزینه اولیه در ابتدای قرارداد توافق می شود.

## اختلاف حق ثبت اختراع
فن آوری میزبانی وب باعث ایجاد اختلافاتی شده است ، زیرا Web.comادعا می کند که مالک حق ثبت اختراع برخی از فن آوری های معمولی میزبانی از جمله استفاده از کنترل پنل تحت وب برای مدیریت سرویس میزبانی وب با 19 حق ثبت اختراع خود است. به اضافه ، وب دات کام هم از GoDaddy به دلیل نقض حق ثبت اختراع مشابه شکایت کرد.

## همچنین ببینید
- ارائه دهنده خدمات اینترنت
- ارائه دهنده خدمات نرم افزار
- ارائه دهنده خدمات میزبان
- ابزار محاسبات
- میزبانی سبز
- فضای ذخیره ابری
- سرور ترکیبی
- زیرساخت به عنوان یک سرویس
- سرویس میزبانی ایمیل